# 含苞欲墜的每一天
《含苞欲墜的每一天》，2013年台灣電視劇集，稻田電影工作室製作。由周幼婷、劉品言和黃健瑋主演。於2012年9月16日開鏡。公視HD於2012年12月30日上檔，公視於2013年1月19日上檔。

## 播出時間

### 首播
| 頻道   | 所在地 | 播映日期       | 播出時間          |
| ------ | ------ | -------------- | ----------------- |
| 公視HD | 台灣   | 2012年12月30日 | 每周日21:00       |
| 公視   | 台灣   | 2013年1月19日  | 每周六21:00~23:00 |

## 劇情大綱[1][2][3][4]
劉立平（周幼婷飾）是一位32歲的美語補習班老師，父母擔憂她遲遲未嫁，積極安排相親，讓她深感困擾。哥哥劉立智（馬念先飾）已經失業三個月，不敢讓其他家人知道，只能不斷向立平借錢。經歷一次不愉快的相親經驗，立平再也無法忍受家中給予的壓力，離家搬出去住。
展開新生活後，立平與鄰居吉兒（劉品言飾）成為朋友。吉兒是一名獨立自主的女性，立平從她身上，接觸到全然不同於傳統原生家庭要求的感情和觀念。吉兒也面臨自身的感情困擾，她一直不能接受男友徐浩遠（黃健瑋飾）母親強烈的控制欲，吉兒不願婚後更受掌控，決定取消婚約。浩遠在嘗試了解吉兒的過程中，逐漸理解她的感受，他承諾負起保護吉兒的責任，但是母親強大的意念並非他能阻擋。
立平的姊夫王道南（王道南飾）一直覬覦她，想與她發生性關係，趁立平搬出去住的時候，三番兩次造訪住處，令她不知如何是好。立平的姊姊劉旭芳（周姮吟飾）長期以來為了滿足丈夫的性需求而壓抑自我，獨自承受丈夫古怪的性癖好。後來，旭芳終於受不了痛苦的婚姻生活，選擇離婚。
經過幾次相親失敗，立平覺得鄰居那位離過婚的張老師似乎是適合的對象，她鼓起勇氣跨出第一步，卻發現令她錯愕的真相。經歷這些波折，立平和吉兒終究都沒有走上婚姻的道路，但是活得更有自信了。

## 演員列表

### 主要演員
| 演員   | 角色   | 備註                                                       | 登場集數 |
| 周幼婷 | 劉立平 | 女，32歲。在美語補習班工作。在家排行老么，個性溫順體貼。   | 全劇     |
| 劉品言 | 吉 兒  | 女，30歲。獨立自主新女性，相當清楚自己的性和愛的分界。     | 全劇     |
| 黃健瑋 | 徐浩遠 | 男，33歲。率直真性情，父親早逝，致使他成為貼心孝順的兒子。 | 全劇     |

### 其他演員
- 依登場順序

| 演員   | 角色   | 備註                                                                                             | 登場集數 |
| 馬念先 | 劉立智 | 男，36歲。立平的大哥，在家排行老二，失業中卻不敢告訴立平以外的家人。                             | 1-6      |
| 沈昶宏 | 劉振寶 | 男，10歲。立智的兒子，就讀小四，早熟，古靈精怪。                                                 | 1-6      |
| 潘麗麗 | 廖金貴 | 女，60歲。劉媽，善良濫情，傳統迷信，耳根子軟，囉唆愛念，認為女人長大就是要結婚而和立平發生爭執。 | 1-3,5-6  |
| 童秀娟 | 林富珍 | 女，38歲。立平的大嫂，在銀行上班，凡事都以自己為主，不太懂得體貼別人，從不做家事。               | 1-4,6    |
| 陳盈潔 | 浩遠母 | 女，58歲。出身大家族，處處干涉浩遠和吉兒的一切，導致兩人關係出現裂痕。                           | 1-6      |
| 黃連煜 | 劉添發 | 男，65歲。立平的爸爸，擔任里長。                                                                 | 1-3,5-6  |
| 隆宸翰 | 曲成民 | 男，33歲。立平的前男友，是韓國華僑。                                                             | 1-5      |
| 王道南 | 王道南 | 男，42歲。立平的姊夫。小有名氣的建築師，卻有著奇怪的性癖好。                                     | 1-4      |
| 周姮吟 | 劉旭芳 | 女，37歲。立平的大姊，婚姻看似美滿但卻必須面對性情古怪的丈夫道南。                               | 1-6      |
| 周群達 | 張鹿淮 | 男，35歲。離婚，溫柔體貼，教畫。                                                                 | 1-5      |
| 張少懷 | 羅文傑 | 食品博士，在長輩安排下與立平相親，後與立平成為好朋友。                                           | 1-3,5-6  |

### 客串演出
- 依出場順序

| 演員   | 角色       | 備註                                                     | 登場集數 |
| 林秀琴 | 浩遠小舅媽 | 浩遠阿公大壽派對上曾出現，要求浩遠問過阿公意見才能離開。 | 1        |
| 柯子宥 | 小 瑜      | 道南和旭芳的女兒，個性反骨。                             | 1-4      |
| 鮑正芳 | 吉兒母     | 吉兒媽媽，廚藝甚差。                                     | 1-4,6    |
| 王夢麟 | 吉兒父     | 吉兒爸爸。                                               | 2-4,6    |
| 馬利歐 | 傑 森      | 吉兒好友，不折不扣的玩咖。                               | 2-3,5-6  |
| 王欣元 | 鹿淮前妻   | 鹿淮的大學同學，在鹿淮家庭的壓力下結婚，最後離婚收場。   | 4        |

## 電視劇歌曲
| 曲別   | 曲名     | 演唱／詞／曲 |
| 片頭曲 | 乾燥花   | 亂彈阿翔     |
| 片尾曲 | 含苞待放 | 亂彈阿翔     |

## 製作團隊
- 製作人 ：王小棣
- 編劇 ：溫郁芳
- 導演 ：王明台
- 行銷公關：潘怡豪
- 音樂 ：亂彈阿翔
- 製作公司：稻田電影工作室
- 贊助單位：

## 獎項及提名
本片入圍第48屆金鐘獎，並獲得8項提名。
| 獎項         | 類別                   | 名字                 | 結果 |
| ------------ | ---------------------- | -------------------- | ---- |
| 第48屆金鐘獎 | 戲劇節目獎             | 《含苞欲墜的每一天》 | 獲獎 |
| 第48屆金鐘獎 | 戲劇節目男主角獎       | 黃健瑋               | 提名 |
| 第48屆金鐘獎 | 戲劇節目女主角獎       | 周幼婷               | 提名 |
| 第48屆金鐘獎 | 戲劇節目男配角獎       | 張少懷               | 提名 |
| 第48屆金鐘獎 | 戲劇節目女配角獎       | 劉品言               | 獲獎 |
| 第48屆金鐘獎 | 戲劇節目導演獎         | 王明台               | 獲獎 |
| 第48屆金鐘獎 | 戲劇節目編劇獎         | 溫郁芳               | 獲獎 |
| 第48屆金鐘獎 | 行銷廣告獎－節目行銷獎 | 《含苞欲墜的每一天》 | 提名 |

## 外部連結
- 公視《含苞欲墜的每一天》的Facebook專頁
- 公視《含苞欲墜的每一天》官方網站（页面存档备份，存于）
- 公視《含苞欲墜的每一天》官方痞客邦（页面存档备份，存于）
- 互联网电影数据库（IMDb）上《含苞欲墜的每一天》的资料（英文）
- 豆瓣电影上《含苞欲墜的每一天》的資料 （简体中文）

| 公視HD 每周日21:00~22:00 | 公視HD 每周日21:00~22:00                   | 公視HD 每周日21:00~22:00 |
| ------------------------ | ------------------------------------------ | ------------------------ |
|                          | 含苞欲墜的每一天 (2012.12.30 - 2013.02.03) |                          |
| -                        | -                                          |                          |

| 公視 每周六21:00~23:00 | 公視 每周六21:00~23:00                     | 公視 每周六21:00~23:00 |
| ---------------------- | ------------------------------------------ | ---------------------- |
|                        | 含苞欲墜的每一天 (2013.01.19 - 2013.02.09) |                        |
| -                      | 城市·獵人 (2013.02.16 - 2013.03.02)        |                        |

| 衛視中文台 每週一至四20:00-21:00 | 衛視中文台 每週一至四20:00-21:00                                                     | 衛視中文台 每週一至四20:00-21:00 |
| -------------------------------- | ------------------------------------------------------------------------------------ | -------------------------------- |
|                                  | 含苞欲墜的每一天 （2013.11.11 - 2013.11.19）                                         |                                  |
| -                                | 那天媽媽來看我 （2013.11.20-2013.11.21） 幸福街第3號出口 （2013.11.25 - 2014.01.06） |                                  |